# Saint-Pierre-du-Fresne
Saint-Pierre-du-Fresne ist eine französische Gemeinde mit 181 Einwohnern (Stand: 1. Januar 2022) im Département Calvados in der Region Normandie. Sie gehört zum Arrondissement Vire und zum Kanton Les Monts d’Aunay.

## Geografie
Saint-Pierre-du-Fresne liegt rund 34 km südwestlich von Caen. Umgeben wird die Gemeinde von Cahagnes in westlicher und gesamter nördlicher Richtung, Dialan sur Chaîne in gesamter östlicher sowie südlicher Richtung und Souleuvre en Bocage im Südwesten. Direkt nördlich der Gemeinde verläuft die Autoroute A 84.

## Bevölkerungsentwicklung
| Jahr                             | 1793 | 1836 | 1876 | 1926 | 1946 | 1968 | 1990 | 2016 |
| Einwohner                        | 245  | 367  | 281  | 172  | 167  | 138  | 127  | 197  |
| Quelle: Cassini, EHESS und INSEE |      |      |      |      |      |      |      |      |

## Sehenswürdigkeiten
- Kirche Saint-Pierre aus dem 19. Jahrhundert
- Schloss aus dem 19. Jahrhundert